# Società Sportiva Lazio 1932-1933
Questa voce raccoglie le informazioni riguardanti la Società Sportiva Lazio nelle competizioni ufficiali della stagione 1932-1933.

## Stagione
Nella stagione 1932-1933 la squadra partecipò al campionato di Serie A classificandosi al decimo posto con 33 punti.
La formazione riserve partecipò alla 1ª Divisione e si classificò al nono posto nel Girone G.

## Organigramma societario
Area direttiva
- Presidente: Alfredo Palmieri, Remo Zenobi

Area tecnica
- Allenatore: Karl Stürmer

## Rosa
| N. |                    | Ruolo | Calciatore             |
| -- | ------------------ | ----- | ---------------------- |
|    | Italia (bandiera)  | P     | Giovanni Carniato      |
|    | Italia (bandiera)  | P     | Alberto Pizzetti       |
|    | Italia (bandiera)  | P     | Ezio Sclavi (capitano) |
|    | Italia (bandiera)  | D     | Armando Bertagni       |
|    | Italia (bandiera)  | D     | Dino Canestri          |
|    | Brasile (bandiera) | D     | Armando Del Debbio     |
|    | Italia (bandiera)  | D     | Floro Laroma Iezzi     |
|    | Italia (bandiera)  | D     | Augusto Mattei II      |
|    | Brasile (bandiera) | D     | Pedro Rizzetti         |
|    | Brasile (bandiera) | D     | Enzio Enrique Serafini |
|    | Italia (bandiera)  | C     | Pietro Buscaglia       |
|    | Brasile (bandiera) | C     | José Castelli          |
|    | Brasile (bandiera) | C     | Octavio Fantoni II     |

| N. |                    | Ruolo | Calciatore            |
| -- | ------------------ | ----- | --------------------- |
|    | Italia (bandiera)  | C     | Marino Furlani        |
|    | Italia (bandiera)  | C     | Francesco Gabriotti   |
|    | Italia (bandiera)  | C     | Maurizio Marini       |
|    | Italia (bandiera)  | C     | Odoacre Pardini       |
|    | Italia (bandiera)  | C     | Mario Tonali          |
|    | Italia (bandiera)  | A     | Antonio Bisigato      |
|    | Italia (bandiera)  | A     | Alejandro Demaría ()  |
|    | Brasile (bandiera) | A     | João Fantoni I        |
|    | Brasile (bandiera) | A     | Leonízio Fantoni III  |
|    | Italia (bandiera)  | A     | Anfilogino Guarisi () |
|    | Italia (bandiera)  | A     | Riccardo Okely III    |
|    | Italia (bandiera)  | A     | Piero Pastore         |
|    | Italia (bandiera)  | A     | Angelo Pomponi        |

## Calciomercato
| Acquisti | Acquisti             | Acquisti    | Acquisti   |
| R.       | Nome                 | da          | Modalità   |
| -------- | -------------------- | ----------- | ---------- |
| P        | Giovanni Carniato    | Treviso     | definitivo |
| P        | Alberto Pizzetti     | Sora        | definitivo |
| D        | Armando Bertagni     | Salernitana | definitivo |
| C        | Pietro Buscaglia     | Vigevano    | definitivo |
| A        | Antonio Bisigato     | Bari        | definitivo |
| A        | Leonízio Fantoni III | Cruzeiro    | definitivo |
| A        | Riccardo Okely III   | Siena       | definitivo |
| A        | Piero Pastore        | Milan       | definitivo |

| Cessioni | Cessioni              | Cessioni    | Cessioni      |
| R.       | Nome                  | a           | Modalità      |
| -------- | --------------------- | ----------- | ------------- |
| P        | Tullio Bonadeo        | Derthona    | definitivo    |
| D        | Orlando Tognotti      | Terni       | definitivo    |
| C        | Amílcar               |             | fine carriera |
| C        | Mario Malatesta       | Milan       | definitivo    |
| C        | Aldo Spivach          | Padova      | definitivo    |
| A        | Carlo Cevenini V      | Pisa        | definitivo    |
| A        | Aldo Mattei III       | Sora        | definitivo    |
| A        | Nicolò Nicolosi       | Catania     | definitivo    |
| A        | André Emanuel Tedesco | Corinthians | definitivo    |

## Risultati

### Serie A

#### Girone di andata
| Arbitro: | Mattea (Torino) |

|                                      |           |               |
| Vojak 3’ (rig.) Sallustro I 48’, 50’ | Marcatori | 65’ Fantoni I |

| Arbitro: | Gonani (Ravenna) |

|               |           |             |
| Fantoni I 41’ | Marcatori | 46’ Ruffino |

| Arbitro: | Rovida (Milano) |

|                                                          |           |                            |
| Sclavi 6’ (aut.) Silano 45+1’ (rig.) Rossetti 45+4’, 61’ | Marcatori | 10’ Castelli 23’ Fantoni I |

| Roma 9 ottobre 1932 4ª giornata | Lazio             | 0 – 0 referto | Bari | Stadio del PNF\| Arbitro: \| Bertoli (Vicenza) \| |
| Arbitro:                        | Bertoli (Vicenza) |               |      |                                                   |

| Arbitro: | Bevilacqua (Viareggio) |

|             |           |                   |
| Demaría 34’ | Marcatori | 15’, 55’ Bisigato |

| Arbitro: | Carraro (Padova) |

|                          |           |          |
| Demaría 46’ Castelli 85’ | Marcatori | 63’ Volk |

| Arbitro: | Bevilacqua (Viareggio) |

|                          |           |             |
| Casanova 25’ Spósito 40’ | Marcatori | 82’ Demaría |

| Arbitro: | Mastellari (Bologna) |

|                              |           |           |
| Fantoni II 14’ Fantoni I 81’ | Marcatori | 68’ Rossi |

| Arbitro: | Scorzoni (Bologna) |

|                                             |           |  |
| Borel II 10’, 40’ Munerati 54’ Cesarini 90’ | Marcatori |  |

| Arbitro: | Gama (Milano) |

|                                                                   |           |  |
| Demaría 2’, 37’ Bisigato 33’, 74’ Guarisi 71’ Castelli 80’ (rig.) | Marcatori |  |

| Arbitro: | Carraro (Padova) |

|                     |           |             |
| Bertagni 63’ (aut.) | Marcatori | 73’ Guarisi |

| Arbitro: | Dani (Genova) |

|               |           |                    |
| Fantoni I 80’ | Marcatori | 54’ Rosa 81’ Jones |

| Arbitro: | Casati (Como) |

|                    |           |  |
| Pastore 87’ (rig.) | Marcatori |  |

| Milano 25 gennaio 1933 14ª giornata | Milan              | 0 – 0 referto | Lazio | Campo San Siro\| Arbitro: \| Scorzoni (Bologna) \| |
| Arbitro:                            | Scorzoni (Bologna) |               |       |                                                    |

| Arbitro: | Caironi (Milano) |

|             |           |              |
| Spivach 60’ | Marcatori | 23’ Bisigato |

| Arbitro: | Melandri (Bologna) |

|  |           |                            |
|  | Marcatori | 65’ Reguzzoni 80’ Schiavio |

| Arbitro: | Scarpi (Dolo) |

|                            |           |              |
| Gringa 9’ Petrone 42’, 82’ | Marcatori | 71’ Serafini |

#### Girone di ritorno
| Arbitro: | Mattea (Torino) |

|  |           |           |
|  | Marcatori | 51’ Vojak |

| Arbitro: | Ciamberlini (Genova) |

|                         |           |            |
| Radice 12’ Chiecchi 57’ | Marcatori | 3’ Pastore |

| Roma 5 marzo 1933 20ª giornata | Lazio                | 0 – 0 referto | Torino | Stadio del PNF\| Arbitro: \| Mastellari (Bologna) \| |
| Arbitro:                       | Mastellari (Bologna) |               |        |                                                      |

| Arbitro: | Carraro (Padova) |

|                                |           |                                         |
| Marchionneschi 13’ Perduca 80’ | Marcatori | 55’ Fantoni I 57’ Gabriotti 59’ Pastore |

| Roma 19 marzo 1933 22ª giornata | Lazio              | 0 – 0 referto | Ambrosiana-Inter | Stadio del PNF\| Arbitro: \| Scorzoni (Bologna) \| |
| Arbitro:                        | Scorzoni (Bologna) |               |                  |                                                    |

| Arbitro: | Guarnieri (Milano) |

|                                          |           |             |
| Costantino 21’ Fasanelli 64’ Eusebio 87’ | Marcatori | 77’ Demaría |

| Roma 9 aprile 1933 24ª giornata | Lazio            | 0 – 0 referto | Genova 1893 | Stadio del PNF\| Arbitro: \| Caironi (Milano) \| |
| Arbitro:                        | Caironi (Milano) |               |             |                                                  |

| Arbitro: | Bevilacqua (Viareggio) |

|                |           |                                         |
| Rossi 34’, 74’ | Marcatori | 25’ Gabriotti 55’ Demaría 81’ Fantoni I |

| Arbitro: | Scorzoni (Bologna) |

|               |           |  |
| Fantoni I 14’ | Marcatori |  |

| Arbitro: | Brunelli (Bologna) |

|  |           |            |
|  | Marcatori | 6’ Pastore |

| Arbitro: | Gonani (Ravenna) |

|                        |           |             |
| Pastore 3’ Guarisi 55’ | Marcatori | 62’ Baiardi |

| Arbitro: | Carraro (Padova) |

|                                    |           |               |
| Del Debbio 42’ (aut.) Colaussi 81’ | Marcatori | 86’ Buscaglia |

| Arbitro: | Bevilacqua (Viareggio) |

|             |           |  |
| Autelli 40’ | Marcatori |  |

| Arbitro: | Scarpi (Dolo) |

|                          |           |  |
| Guarisi 3’ Fantoni I 81’ | Marcatori |  |

| Arbitro: | Gianni (Firenze) |

|                                             |           |  |
| Bisigato 23’ Guarisi 34’, 35’ Fantoni I 43’ | Marcatori |  |

| Arbitro: | Rovida (Milano) |

|                                         |           |             |
| Schiavio 41’, 89’ Fedullo 53’ Poggi 54’ | Marcatori | 16’ Demaría |

| Roma 25 giugno 1933 34ª giornata | Lazio          | 0 – 0 referto | Fiorentina | Stadio del PNF\| Arbitro: \| Zallone (Bari) \| |
| Arbitro:                         | Zallone (Bari) |               |            |                                                |

## Statistiche

### Statistiche di squadra
| Competizione               | Punti | In casa | In casa | In casa | In casa | In casa | In casa | In trasferta | In trasferta | In trasferta | In trasferta | In trasferta | In trasferta | Totale | Totale | Totale | Totale | Totale | Totale | DR |
| Competizione               | Punti | G       | V       | N       | P       | Gf      | Gs      | G            | V            | N            | P            | Gf           | Gs           | G      | V      | N      | P      | Gf     | Gs     | DR |
| -------------------------- | ----- | ------- | ------- | ------- | ------- | ------- | ------- | ------------ | ------------ | ------------ | ------------ | ------------ | ------------ | ------ | ------ | ------ | ------ | ------ | ------ | -- |
| Serie A                    | 33    | 17      | 8       | 6       | 3       | 22      | 9       | 17           | 4            | 3            | 10           | 20           | 35           | 34     | 12     | 9      | 13     | 42     | 44     | -2 |
| Trofeo Cappelli e Ferrania |       | 2       | 0       | 0       | 2       | 2       | 5       | 0            | 0            | 0            | 0            | 0            | 0            | 2      | 0      | 0      | 2      | 2      | 5      | -3 |
| Prima Divisione            | 22    | 13      | 8       | 1       | 4       | 38      | 22      | 13           | 1            | 3            | 9            | 16           | 29           | 26     | 9      | 4      | 13     | 54     | 51     | 3  |
| Totale                     |       | 32      | 16      | 7       | 9       | 62      | 36      | 30           | 5            | 6            | 19           | 36           | 64           | 62     | 21     | 13     | 28     | 98     | 100    | -2 |

Nel conteggio dei gol realizzati si aggiunga una autorete a favore in Prima Divisione.

### Statistiche dei giocatori
| Giocatore       | Serie A  | Serie A | Trofeo Cappelli e Ferrania | Trofeo Cappelli e Ferrania | Prima Divisione | Prima Divisione | Totale   | Totale |
| Giocatore       | Presenze | Reti    | Presenze                   | Reti                       | Presenze        | Reti            | Presenze | Reti   |
| --------------- | -------- | ------- | -------------------------- | -------------------------- | --------------- | --------------- | -------- | ------ |
| A. Bertagni     | 30       | 0       | 1                          | 0                          | 1               | 0               | 32       | 0      |
| L. Bertuzzi     | -        | -       | -                          | -                          | 12              | -27             | 12       | -27    |
| A. Bisigato     | 22       | 6       | -                          | -                          | -               | -               | 22       | 6      |
| E. Brenci       | -        | -       | -                          | -                          | 2               | 0               | 2        | 0      |
| P. Buscaglia    | 11       | 1       | 2                          | 0                          | 10              | 11              | 23       | 12     |
| M. Campilli     | -        | -       | -                          | -                          | 12              | 0               | 12       | 0      |
| D. Canestri     | -        | -       | -                          | -                          | 10              | 0               | 10       | 0      |
| G. Carniato     | 3        | -3      | -                          | -                          | 2               | -5              | 5        | -8     |
| J. Castelli     | 19       | 3       | -                          | -                          | 2               | 1               | 21       | 4      |
| A. D'Ambrogi    | -        | -       | -                          | -                          | 8               | 0               | 8        | 0      |
| A. Del Debbio   | 29       | 0       | 2                          | 0                          | -               | -               | 31       | 0      |
| A. Demaría      | 29       | 7       | 1                          | 0                          | -               | -               | 30       | 7      |
| J. Fantoni I    | 30       | 10      | 2                          | 1                          | -               | -               | 32       | 11     |
| O. Fantoni II   | 26       | 1       | 2                          | 0                          | -               | -               | 28       | 1      |
| L. Fantoni III  | 2        | 0       | -                          | -                          | 3               | 1               | 5        | 1      |
| M. Furlani      | 11       | 0       | 1                          | 0                          | 6               | 0               | 18       | 0      |
| F. Gabriotti    | 8        | 2       | -                          | -                          | 13              | 1               | 21       | 3      |
| A. Guarisi      | 29       | 6       | 2                          | 1                          | -               | -               | 31       | 7      |
| F. Laroma Iezzi | -        | -       | -                          | -                          | 16              | 0               | 16       | 0      |
| R. Leppe        | -        | -       | -                          | -                          | 22              | 6               | 22       | 6      |
| W. Marcacci     | -        | -       | -                          | -                          | 21              | 0               | 21       | 0      |
| M. Marini       | 2        | 0       | 1                          | 0                          | 13              | 16              | 16       | 16     |
| A. Mattei II    | 6        | 0       | 1                          | 0                          | 17              | 0               | 24       | 0      |
| G. Nale         | -        | -       | -                          | -                          | 1               | 0               | 1        | 0      |
| R. Okely III    | -        | -       | 1                          | 0                          | 16              | 2               | 17       | 2      |
| O. Pardini      | 22       | 0       | 1                          | 0                          | 3               | 0               | 26       | 0      |
| P. Pastore      | 12       | 5       | -                          | -                          | 1               | 0               | 13       | 5      |
| R. Piacentini   | -        | -       | -                          | -                          | 3               | 1               | 3        | 1      |
| A. Pizzetti     | -        | -       | -                          | -                          | 12              | -19             | 12       | -19    |
| A. Pomponi      | 4        | 0       | 1                          | 0                          | 21              | 8               | 26       | 8      |
| S. Portelli     | -        | -       | -                          | -                          | 10              | 0               | 10       | 0      |
| P. Rizzetti     | 3        | 0       | 1                          | 0                          | 9               | 0               | 13       | 0      |
| C. Sabatini     | -        | -       | -                          | -                          | 1               | 0               | 1        | 0      |
| E. Sclavi       | 31       | -41     | 2                          | -5                         | -               | -               | 33       | -46    |
| E.E. Serafini   | 33       | 1       | 1                          | 0                          | -               | -               | 34       | 1      |
| G. Stracuzzi    | -        | -       | -                          | -                          | 2               | 0               | 2        | 0      |
| B. Strappini    | -        | -       | -                          | -                          | 6               | 0               | 6        | 0      |
| M. Tonali       | 12       | 0       | -                          | -                          | 19              | 1               | 31       | 1      |
| V. Torresi      | -        | -       | -                          | -                          | 2               | 1               | 2        | 1      |
| G. Verità       | -        | -       | -                          | -                          | 10              | 4               | 10       | 4      |

## Riserve
La squadra riserve della Lazio ha disputato nella stagione 1932-1933 il girone G del campionato di Prima Divisione.

### Rosa
| N. |                    | Ruolo | Calciatore          |
| -- | ------------------ | ----- | ------------------- |
|    | Italia (bandiera)  | P     | Luigi Bertuzzi      |
|    | Italia (bandiera)  | P     | Giovanni Carniato   |
|    | Italia (bandiera)  | P     | Alberto Pizzetti    |
|    | Italia (bandiera)  | D     | Armando Bertagni    |
|    | Italia (bandiera)  | D     | Dino Canestri       |
|    | Italia (bandiera)  | D     | Alfredo D'Ambrogi   |
|    | Italia (bandiera)  | D     | Floro Laroma Iezzi  |
|    | Italia (bandiera)  | D     | Walter Marcacci     |
|    | Italia (bandiera)  | D     | Augusto Mattei II   |
|    | Brasile (bandiera) | D     | Pedro Rizzetti      |
|    | Italia (bandiera)  | D     | Bruno Strappini     |
|    | Italia (bandiera)  | D     | Vinicio Torresi     |
|    | Italia (bandiera)  | C     | Ettore Brenci       |
|    | Italia (bandiera)  | C     | Pietro Buscaglia    |
|    | Brasile (bandiera) | C     | José Castelli       |
|    | Italia (bandiera)  | C     | Marino Furlani      |
|    | Italia (bandiera)  | C     | Francesco Gabriotti |

| N. |                    | Ruolo | Calciatore         |
| -- | ------------------ | ----- | ------------------ |
|    | Italia (bandiera)  | C     | Maurizio Marini    |
|    | Italia (bandiera)  | A     | Giancarlo Nale     |
|    | Italia (bandiera)  | C     | Odoacre Pardini    |
|    | Italia (bandiera)  | A     | Renato Piacentini  |
|    | Italia (bandiera)  | A     | Carlo Sabatini     |
|    | Italia (bandiera)  | C     | Giovanni Stracuzzi |
|    | Italia (bandiera)  | C     | Mario Tonali       |
|    | Italia (bandiera)  | A     | Antonio Bisigato   |
|    | Italia (bandiera)  | A     | Mario Campilli     |
|    | Brasile (bandiera) | A     | Leonízio Fantoni   |
|    | Italia (bandiera)  | A     | Rolando Leppe      |
|    | Italia (bandiera)  | A     | Riccardo Okely III |
|    | Italia (bandiera)  | A     | Piero Pastore      |
|    | Italia (bandiera)  | A     | Angelo Pomponi     |
|    | Italia (bandiera)  | A     | Salvatore Portelli |
|    | Italia (bandiera)  | A     | Giorgio Verità     |